# Куп Црне Горе у одбојци
Куп Црне Горе је национални одбојкашки куп Црне Горе који се одржава у организацији Одбојкашког савеза Црне Горе. Основан је 2006. године, након распада заједничке државе Србије и Црне Горе.
Будванска ривијера је освојила Куп седам година заредом, а након што се угасила, нови клуб који је основан — Будва, освојила је Куп шест година заредом.

## Финалне утакмице Купа Црне Горе
| Сезона   | Домаћин турнира | Победник            | Резултат                                | Финалиста           |
| -------- | --------------- | ------------------- | --------------------------------------- | ------------------- |
| 2006/07. |                 | Будућност Подгорица | 3:2 (25:16, 21:25, 25:20, 18:25, 15:13) | Будванска ривијера  |
| 2007/08. |                 | Будућност Подгорица | 3:1 (25:20, 25:21, 18:25, 25:23)        | Будванска ривијера  |
| 2008/09. |                 | Будућност Подгорица | 3:1 (25:23, 19:25, 26:24, 25:23)        | Будванска ривијера  |
| 2009/10. | Бар             | Будванска ривијера  | 3:0 (25:16, 25:20 i 25:21)              | Будућност Подгорица |
| 2010/11. | Подгорица       | Будванска ривијера  | 3:0 (25:22, 25:23, 25:19)               | Будућност Подгорица |
| 2011/12. | Будва           | Будванска ривијера  | 3:1 (25:13, 23:25, 25:12, 25:20)        | Будућност Подгорица |
| 2012/13. | Будва           | Будванска ривијера  | 3:0 (25:19, 25:19, 25:13)               | Будућност Подгорица |
| 2013/14. | Никшић          | Будванска ривијера  | 3:0 (25:20, 25:17, 25:19)               | Будућност Подгорица |
| 2014/15. | Бијело Поље     | Будванска ривијера  | 3:0 (25:16, 25:21, 25:14)               | Волеј Стар          |
| 2015/16. | Подгорица       | Будванска ривијера  | 3:0 (25:17, 25:23, 25:17)               | Јединство           |
| 2016/17. | Бијело Поље     | Јединство бемах     | 3:1 (25:20, 16:25, 25:20, 27:25)        | Будванска ривијера  |
| 2017/18. | Бијело Поље     | Јединство бемах     | 3:0 (25:17, 25:22, 25:17)               | Будућност           |
| 2018/19. | Будва           | Будва               | 3:0 (25:16, 25:19, 25:22)               | Јединство франца    |
| 2019/20. | Подгорица       | Будва               | 3:0 (25:15, 25:15, 25:7)                | Јединство           |
| 2020/21. | Бар             | Будва               | 3:0 (25:18, 25:21, 25:14)               | Будућност           |
| 2021/22. | Подгорица       | Будва               | 3:2 (25:19, 25:19, 25:27, 23:25, 15:7)  | Будућност           |
| 2022/23. | Херцег Нови     | Будва               | 3:0 (25:17, 25:21, 25:14)               | Будућност           |
| 2023/24. | Бијело Поље     | Јединство           | 0:3 (21:25, 24:26, 22:25)               | Будва               |

### Успешност клубова
| Клуб                | Првак | Други | Сезона првак                                                  | Сезона други                                                                    |
| ------------------- | ----- | ----- | ------------------------------------------------------------- | ------------------------------------------------------------------------------- |
| Будванска ривијера  | 7     | 4     | 2009/10, 2010/11, 2011/12, 2012/13, 2013/14, 2014/15, 2015/16 | 2006/07, 2007/08, 2008/09, 2016/17                                              |
| Будва               | 6     | 0     | 2018/19, 2019/20, 2020/21, 2021/22, 2022/23, 2023/24          |                                                                                 |
| Будућност Подгорица | 3     | 9     | 2006/07, 2007/08, 2008/09.                                    | 2009/10, 2010/11, 2011/12, 2012/13, 2013/14, 2017/18, 2020/21, 2021/22, 2022/23 |
| Јединство           | 2     | 4     | 2016/17, 2017/18                                              | 2015/16, 2018/19, 2019/20, 2023/24                                              |
| Волеј Стар          | -     | 1     |                                                               | 2014/15                                                                         |